# Classe Gorch Fock
La classe Gorch Fock è costituita da sei navi scuola a vela (brigantini) costruite in 4 esemplari per la Kriegsmarine e un esemplare ciascuno per la marina rumena e la Bundesmarine tra il 1933 e il 1958.

## Unità della classe
1. Gorch Fock (1933)
2. USCGC Eagle (1936), originariamente Horst Wessel
3. NRP Sagres (1937), originariamente Albert Leo Schlageter
4. Mircea (1938)
5. Herbert Norkus (1939)
6. Gorch Fock (1958)